# Lubero (Ort)
Lubero ist eine Stadt im gleichnamigen Territorium Lubero in der Provinz Nord-Kivu im Osten der Demokratischen Republik Kongo.

## Bevölkerung
Vor 1996 wurde die Einwohnerzahl Luberos mit 35.332 angegeben. 2009 wurde sie auf mehr als 53.000 geschätzt und der Anstieg im Vergleich zum Vorjahr auf etwa 10 Prozent.

## Verkehr
Durch den Westteil der Stadt führt etwa in Südwest-Nordost-Richtung die Nationalstraße 2. Auf der Nordseite von Lubero befindet sich der Flughafen Lubero.

## Söhne und Töchter der Stadt
- Jean-Marie Musivi Mpendawatu (* 1955), römisch-katholischer Geistlicher